# Auyantepui
Auyan-tepui o Auyantepui que en la llengua dels pemons significa la "muntanya del diable", és el tepuy més famós i visitat de Veneçuela. És un dels tepuis més grans de les muntanyes de l'escut de les Guaianes i està situada a l'estat Bolívar.
L'Auyantepui és un gegant entre grans altiplans. Té una altitud de 2.535 metres i una superfície de 700 km². Des del seu cim es precipita la cascada més alta del món: el Kerepakupai-Vena, més conegut com a Salto Angel.
L'Auyantepui va aconseguir fama internacional el 1935, quan el Salto Angel va ser albirat accidentalment per Jimmy Angel, pilot que es va estavellar al cim amb la seva avioneta.